# Piotr Przydział
Piotr Przydział (Sędziszów Małopolski, 15 de maio de 1974) é um ex-ciclista profissional polonês. Venceu a edição de 2000 da Volta à Polônia. Também participou nos Jogos Olímpicos de Verão de 2000.